# Právní dějiny
Podstatou právních dějin (= právní historie, dějin práva) je sledování historických proměn právních institucí a právních institutů v závislosti na rozhodujících společenských změnách. Zajímavé z hlediska právní historie je rovněž postižení souvislostí mezi procesy, které probíhají ve společnosti a změnami, které pozorujeme v právu. Právní historie se snaží hledat příčiny, které vedou k právním novelizacím.
Základní metoda, kterou právní historie pracuje, je historická metoda v kombinaci s metodou komparatistickou. Právní historie je také jedním z předmětů vyučovaných na právnických fakultách v rámci tzv. propedeutického základu studia a její význam spočívá k utváření právního myšlení budoucího právníka.
Mezi nejvýznamnější české právní historiky v minulosti náleželi např. Jaromír Čelakovský, Karel Kadlec, Bohumil Baxa, František Čáda, Václav Vaněček, Jaromír Kincl či Valentin Urfus. Do roku 1945 působili v Praze i němečtí právní historici Wilhelm Weizsäcker či Otto Peterka. Ze současně žijících je možné jmenovat Karla Malého, Jana Kuklíka či Ladislava Vojáčka.

## Vědecká pracoviště zabývající se právní historií
V České republice se právní historie vyučuje na všech čtyřech právnických fakultách (Praha, Brno, Plzeň, Olomouc). Specializovaným pracovištěm byl v letech 1990-2019 Ústav právních dějin Právnické fakulty Univerzity Karlovy, který v těchto letech fungoval jako jediné právněhistorické pracoviště základního výzkumu v České republice. Jeho zakladatelem byl Karel Malý a po jeho odchodu do penze převzal vedení Jan Kuklík. K vědeckovýzkumným úkolům tohoto ústavu od jeho zřízení náleželo zpracování a vydání Českého právněhistorického slovníku, k jehož vydání však nikdy nedošlo.
V posledních letech zaujímá významnou roli na poli české právní historie Katedra dějin státu a práva Právnické fakulty Masarykovy univerzity v Brně. V Brně působí také Evropská společnost pro právní dějiny (The European Society for History of Law). Mezi právněhistorická periodika náleží Právněhistorické studie a Journal on European History of Law. Aktuality z oblasti právní historie (recenze, anotace, pozvánky na konference, rozhovory s právními historiky) přináší Bulletin Evropské společnosti pro právní dějiny (ISSN 2464-4889) vydávaný v elektronické podobě.
České a slovenské právnické fakulty od roku 2013 pořádají pravidelné každoroční česko-slovenské setkání doktorandů a postdoktorandů oborů právní historie a římského práva, ze kterého jsou vydávány postkonferenční sborníky.
Z celoevropského hlediska má na poli právní historie zásadní postavení Max-Planck-Institut für europäische Rechtsgeschichte ve Frankfurtu nad Mohanem.

## Encyklopedie českých právních dějin

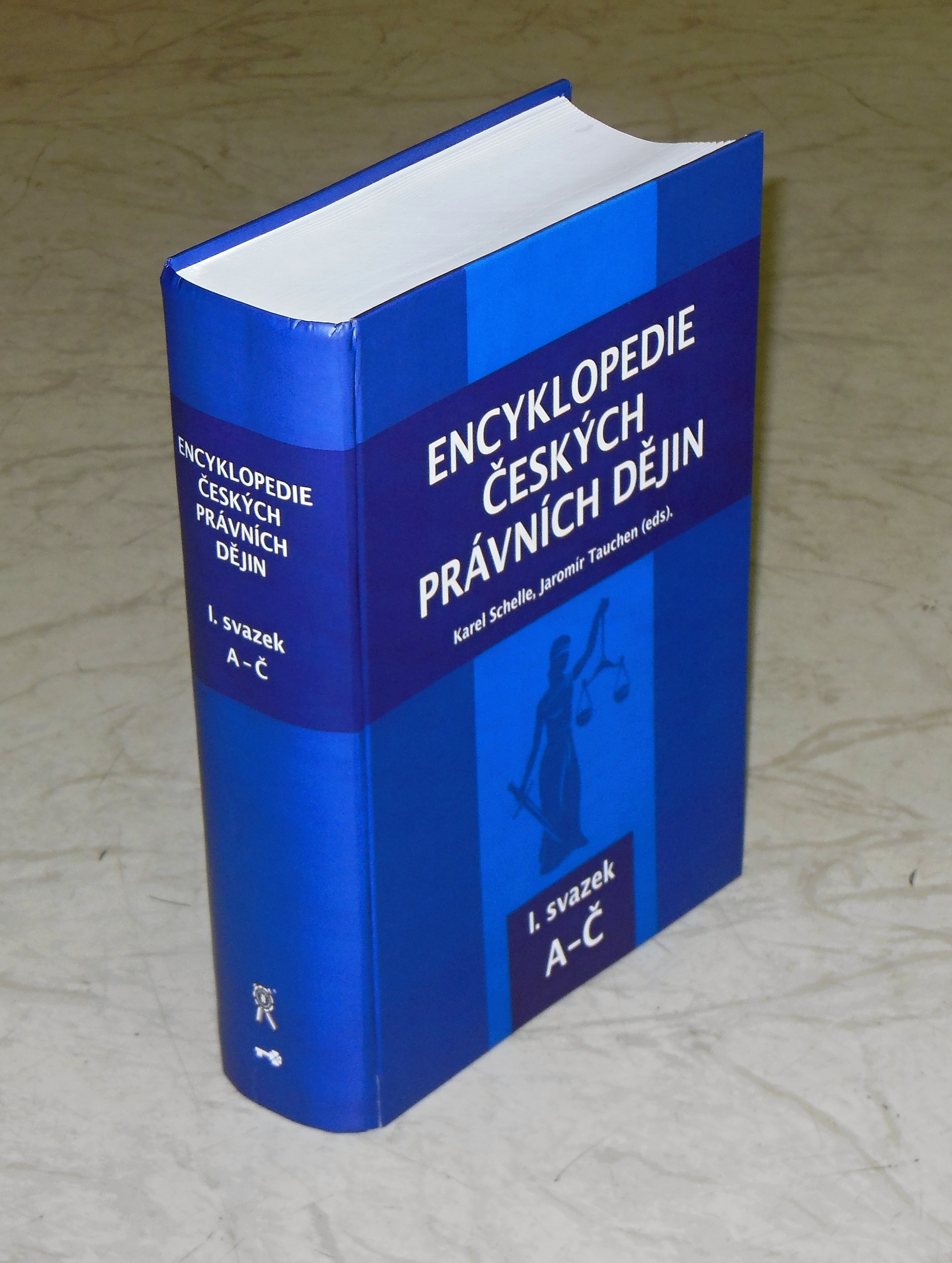
Titulní strana prvního svazku Encyklopedie českých právních dějin. (A–Č).

Dosud nejrozsáhlejší autorský počin v oblasti právní historie představuje Encyklopedie českých právních dějin, která sumarizuje všechny důležité poznatky o vývoji státu a práva na území českých zemí. Jedná se o projekt, který probíhal v letech 2013-2024 a účastnilo se ho téměř 1000 autorů z různých pracovišť v České a Slovenské republice ale i ze zahraničí. Celkem bylo vydáno 26 svazků. Encyklopedie je rozdělena do dvou hlavních částí: souboru 2900 věcných hesel a souboru 2100 životopisů předních českých a československých právníků. Editory jsou Karel Schelle a Jaromír Tauchen z brněnské právnické fakulty. Rejstříky věcných hesel i biografických medailonů jsou dostupné elektronicky.

## Právněhistorická kniha roku
Od roku 2018 hodnotí odborná porota Evropské společnosti pro právní dějiny, z.s. (The European Society for History of Law) knihy z oblasti českých a slovenských právních dějin, obecných právních dějin a římského práva, které byly vydány v předcházejícím roce.
Ocenění "Právněhistorická kniha roku 2017" bylo uděleno Ivaně Bláhové z Ústavu právních dějin Právnické fakulty Univerzity Karlovy za monografii "Rekodifikace trestního práva procesního v letech 1948-1950". Ocenění "Právněhistorická kniha roku 2018" byla udělena Ladislavu Vojáčkovi z Katedry dějin státu a práva Právnické fakulty Masarykovy univerzity za monografii "První československý zákon. Pokus o opožděný komentář". Ocenění "Právněhistorická kniha roku 2019" obdrželi Ladislav Vojáček, Karel Schelle a Jaromír Tauchen z Katedry dějin státu a práva Právnické fakulty Masarykovy univerzity v Brně za dvoudílnou monografii "Dějiny Právnické fakulty Masarykovy univerzity v Brně (1919-2019)". Ocenění „Právněhistorická kniha roku 2020“ bylo uděleno Jiřímu L. Bílému z Katedry teorie práva a právních dějin Právnické fakulty Univerzity Palackého v Olomouci za dvoudílnou monografii „Ius montium: právo moravských vinohradních hor v kontextu střední Evropy“. Ocenění „Právněhistorická kniha roku 2021-2022“ bylo uděleno autorskému kolektivu pod vedením Miroslava Lysého, Martina Gregora a Lenky Martincové z Právnické fakulty Univerzity Komenského v Bratislavě za monografii „Dejiny Právnickej fakulty Univerzity Komenského“.

## Ocenění za celoživotní přínos pro rozvoj právní historie
Od roku 2019 uděluje společnost vybraným osobnostem z České republiky a Slovenska ocenění za celoživotní přínos pro rozvoj právní historie. 
Mezi laureáty tohoto ocenění náleží: 
- Jozef Beňa (2019)[8]
- Karolina Adamová (2020)[9]
- Jiří Rajmund Tretera (2021)[10]
- Ladislav Soukup (právní historik) (2021)[10]
- Antonín Ignác Hrdina - in memoriam (2023)
- Tomáš Gábriš (2024)[11]